# المحجبة (الملاجم)

تعديل مصدري - تعديل

المحجبة هي إحدى قرى عزلة الرشدة بمديرية الملاجم التابعة لمحافظة البيضاء، بلغ تعداد سكانها 375 نسمة حسب تعداد اليمن لعام 2004.